# Camerata Nucleare
Die Camerata Nucleare – Das Kammerorchester der Deutschen Energiewirtschaft e. V. ist ein Orchester von Amateurmusikern, die sich weitgehend aus dem Umfeld der Energiewirtschaft rekrutieren. Wie der Name des Orchesters andeutet, stammen viele Mitglieder des Orchesters ursprünglich aus dem Bereich der nuklearen Stromerzeugung. Bei geeigneten Anlässen tritt die Camerata Nucleare auch unter dem Namen SINFONIA E, Symphonieorchester der deutschen Energiewirtschaft auf. Das Orchester ist ein eingetragener und als gemeinnützig anerkannter Verein. Er finanziert sich im Wesentlichen aus Mitgliedsbeiträgen, Konzerteinnahmen und aus dem Verkauf von CDs, aber auch durch Spenden in der Energiewirtschaft tätiger Firmen.
Die Initiative zur Gründung des Orchesters im Jahr 1986 geht auf Reinhardt Ettemeyer, den damaligen technischen Geschäftsführer des Kernkraftwerks Gundremmingen, zurück. Das Orchester trifft sich mehrmals im Jahr zu Proben sowie für Konzerte und andere Auftritte.
Das Orchester wird seit seiner Gründung vom Dirigenten Jaroslav Opěla geleitet und von verschiedenen Solisten unterstützt. Neben anderen Auftritten nimmt die Camerata Nucleare auch an Veranstaltungen im Umfeld der Kernenergienutzung und -forschung teil, so tritt sie z. B. seit 1987 regelmäßig im Programm der Jahrestagung Kerntechnik (siehe auch Deutsches Atomforum) auf. Die Auftritte sind jedoch nicht auf das Kernenergieumfeld beschränkt – es finden z. B. auch Konzerte in Kirchen und anderen Gelegenheiten statt. Bisher hat die Camerata Nucleare 4 CDs mit klassischer Musik eingespielt, die über die Website der Camerata zu beziehen sind.
2011 dachte das Orchester über einen neuen Namen nach, zu einer Umbenennung kam es jedoch nie.
Das Orchester wurde 2015 aufgelöst.

## Werke
Die Camerata Nucleare hat bisher u. a. Werke von Johann Sebastian Bach, Ludwig van Beethoven, Charles de Bériot, Leonard Bernstein, Georges Bizet, Antonín Dvořák, Georg Friedrich Händel, Joseph Haydn, George Gershwin, Albert Lortzing, Felix Mendelssohn Bartholdy, Wolfgang Amadeus Mozart, Niccolò Paganini und Franz Schubert aufgeführt.